# I Terreni di Sanseverino
I Terreni di Sanseverino è un vino DOC prodotto esclusivamente nel comune di San Severino Marche nella provincia di Macerata.

## Produzione
Sono da ritenersi idonei ai fini dell'iscrizione all'albo della DOC “I terreni di Sanseverino” esclusivamente i vigneti posti esclusivamente nel territorio del comune di San Severino Marche, posti ad una quota inferiore ai 500 metri s.l.m. e solo in questo ambito può avvenire la vinificazione e l'invecchiamento (obbligatorio).
Per i nuovi impianti la densità dei ceppi non può essere inferiore a:
3.000 ceppi/ettaro.
I sesti di impianto, le forme di allevamento ed i sistemi di potatura devono essere quelli generalmente usati nella zona e comunque atti a non modificare le caratteristiche delle uve e dei vini tenuto conto dell'evoluzione tecnico – agronomica.
Sono ammessi, per i nuovi impianti le forme di allevamento in parete anche con cordone permanente.
È vietata ogni pratica di forzatura.
È consentita l'irrigazione di soccorso.

## Caratteristiche organolettiche
- colore: rosso rubino più o meno intenso, tendente al granato nella tipologia "I Terreni di Sanseverino rosso passito".
- odore: gradevole intenso.
- sapore: armonico, sapido, tipico, caratteristico, talvolta di frutta rossa in "I Terreni di Sanseverino moro". dolce o amabile, vellutato, ampio ne "I Terreni di Sanseverino passito"

## Abbinamenti consigliati
Le tipologie non passito sono indicate con primi piatti ricchi di sughi e secondi di carni rosse e bianche, cacciagione, preparate succulente, grasse e aromatiche il tipo moro indicato con carne di pecora e coniglio. Formaggi di media stagionatura e salumi tipici del luogo come il Ciabuscolo e quelli ottenuti con vernaccia nera sono adatti anche alla pasticceria secca